# Дани Кики
Дани Айман Кики е бивш български футболист, който играе като полузащитник.

## Кариера
Кики започва да играе футбол в Ботев 2002 г., първият му треньор е Цветозар Дерменджиев, две години по-късно започва в частната академия Ботев 2002 в Пловдив, където треньор му е Марин Бакалов. През 2004 г. на 16-годишна възраст, той преминава в школата на Спартак (Пловдив).

### Локомотив Пловдив
През 2006 г., само на 18 години, Дани Кики подписа първия си професионален договор с Локомотив (Пловдив).
Кики прави своя официален дебют в А ПФГ срещу Локомотив (София) на 17 септември 2006 г.
Шест дни по-късно, Кики вкара първия си гол за Локомотив (Пловдив) срещу Черноморец Бургас (София). Той отбелязва гол в 90-ата минута. Резултатът от мача е 6:0 за Локомотив.

### Черноморец
След 5 години на Лаута подписва с Черноморец (Бургас). Не успява да се наложи като записва само 2 мача и е освободен през януари 2012 г.

### Раковски 2011
На 8 август 2012 той подписва договор с ФК Раковски 2011 за период от 2 месеца. Той приема да се присъедини към отбора след като е поканен от Красимир Манолов – Орела. Вкарва първия си гол срещу Спартак (Пловдив), след което вкарва третия гол за победата с 3:1.

### Локомотив София
През април 2013 преминава в Локомотив София.

### Завръщане в Локомотив Пловдив
На 29 октомври 2016 г. отбелязва победния гол за Локомотив Пловдив в мача срещу ЦСКА.

### Черно море
На 16 януари 2018 г. Кики преминава в Черно море Варна, след като напуска Локомотив Пловдив в края на 2017 г.

### ФК Крумовград
През юли 2021 г. Кики подписва с Левски Крумовград.

## Статистика по сезони[5]
| Сезон    | Отбор                  | Първенство | Мачове | Голове |
| -------- | ---------------------- | ---------- | ------ | ------ |
| 2006/07  | Локомотив (Пловдив)    | А група    | 11     | 2      |
| 2007/08  | Локомотив (Пловдив)    | А група    | 24     | 1      |
| 2008/09  | Локомотив (Пловдив)    | А група    | 9      | 3      |
| 2009/10  | Локомотив (Пловдив)    | А група    | 19     | 2      |
| 2010/11  | Локомотив (Пловдив)    | А група    | 14     | 0      |
| 2011/ес. | Черноморец (Бургас)    | А група    | 2      | 0      |
| 2012/пр. | ФК Раковски (Раковски) | В група    | 4      | 1      |
| 2013/пр. | Локомотив (София)      | А група    | 2      | 0      |
| 2013/14  | Локомотив (Пловдив)    | А група    | 22     | 2      |

## Полемики
На 31 март 2025 г. е арестуван за участие в отвличане и рекет в Германия. Престъплението е извършено във федералната република през ноември 2024 г. заедно с друг бивш футболист - Димитър Витанов, играл за Ботев (Пловдив) и Шумен 2010.